# داوید
داوید، دِیْوید یا داوود یا داود، یک نام مردانهٔ عبری است که به‌عنوان نام کوچک و نام خانوادگی استفاده می‌شود.

## افراد شاخص با این نام

### نام کوچک
- داوید ساسونی یا دیوید ساسونی
- داوید هیلبرت
- دیوید دوم اسکاتلند

### نام خانوادگی
- ژاک-لویی داوید